# Fabio Battesini
Fabio Battesini, né le 19 février 1912 à Virgilio, dans la province de Mantoue, en Lombardie et mort le 17 juin 1987 à Rome est un coureur cycliste italien des années 1930. 

## Biographie
Professionnel entre 1930 et 1946, Fabio Battesini a notamment remporté quatre étapes sur le Tour d'Italie. Il reste dans l'histoire comme le plus jeune vainqueur d'une étape du Tour de France, lorsqu'il devance tout le peloton à Brest en 1931 à seulement 19 ans.
Il a également battu le record du monde du kilomètre lancé en 1937 avec un temps de 1 minute 1 seconde et 20 centièmes, et le record du monde des 5 km en 1938 avec un temps de 6 minutes 21 secondes.

## Palmarès
- 1930
  - Coppa del Grande
  - Coppa d'Inverno
  - 3e du Tour du Piémont
  - 3e de la Coppa Bernocchi
  - 3e de la Coppa Crespi
  - 3e de la Coppa Città di Carpi
  - 3e de Predappio-Roma

- 1931
  - 3e étape du Tour de France
  - 2e du championnat d'Italie sur route
  - 3e du Critérium des As
  - 3e de Predappio-Roma
  - 4e de Milan-San Remo
  - 4e du championnat du monde sur route

- 1932
  - 3e étape du Tour d'Italie

- 1933
  - Milan-Mantoue

- 1934
  - 15e étape du Tour d'Italie
  - 2e étape du Giro della Tripolitania
  - 2e du Giro della Tripolitania
  - 3e du Tour de la province de Milan (avec Alfredo Binda)
  - 3e de Milan-Forli-Ascoli

- 1935
  - Tour de la province de Milan (avec Learco Guerra)
  - Critérium des As
  - 3e du championnat d'Italie de vitesse

- 1936
  - Grand Prix de l'Industrie TTT (avec Gino Bartali, Learco Guerra et Giovanni Gotti)
  - 4e étape du Tour d'Italie

- 1937
  - 5ea étape du Tour d'Italie (contre-la-montre par équipes)
  - 2e du championnat d'Italie de vitesse
  - 3e du Tour de la province de Milan (avec Learco Guerra)

- 1938
  - Critérium des As

- 1939
  - Coppa España
  - 2e du championnat d'Italie de poursuite

- 1943
  -  Champion d'Italie de demi-fond

- 1945
  -  Champion d'Italie de demi-fond

## Résultats sur les grands tours

### Tour de France
2 participations. Fabio Battesini est le plus jeune vainqueur d'étapes du Tour de France.
- 1931 : 30e, vainqueur de la 3e étape
- 1933 : éliminé (8e étape)

### Tour d'Italie
9 participations
- 1930 : 17e
- 1931 : abandon
- 1932 : 33e, vainqueur de la 3e étape
- 1933 : non-partant (7e étape)
- 1934 : 22e, vainqueur de la 15e étape
- 1935 : abandon (12e étape)
- 1936 : 42e, vainqueur de la 4e étape
- 1937 : non-partant (10e étape), vainqueur de la 5ea étape (contre-la-montre par équipes)
- 1938 : abandon (2e étape)